# Franco Gallo

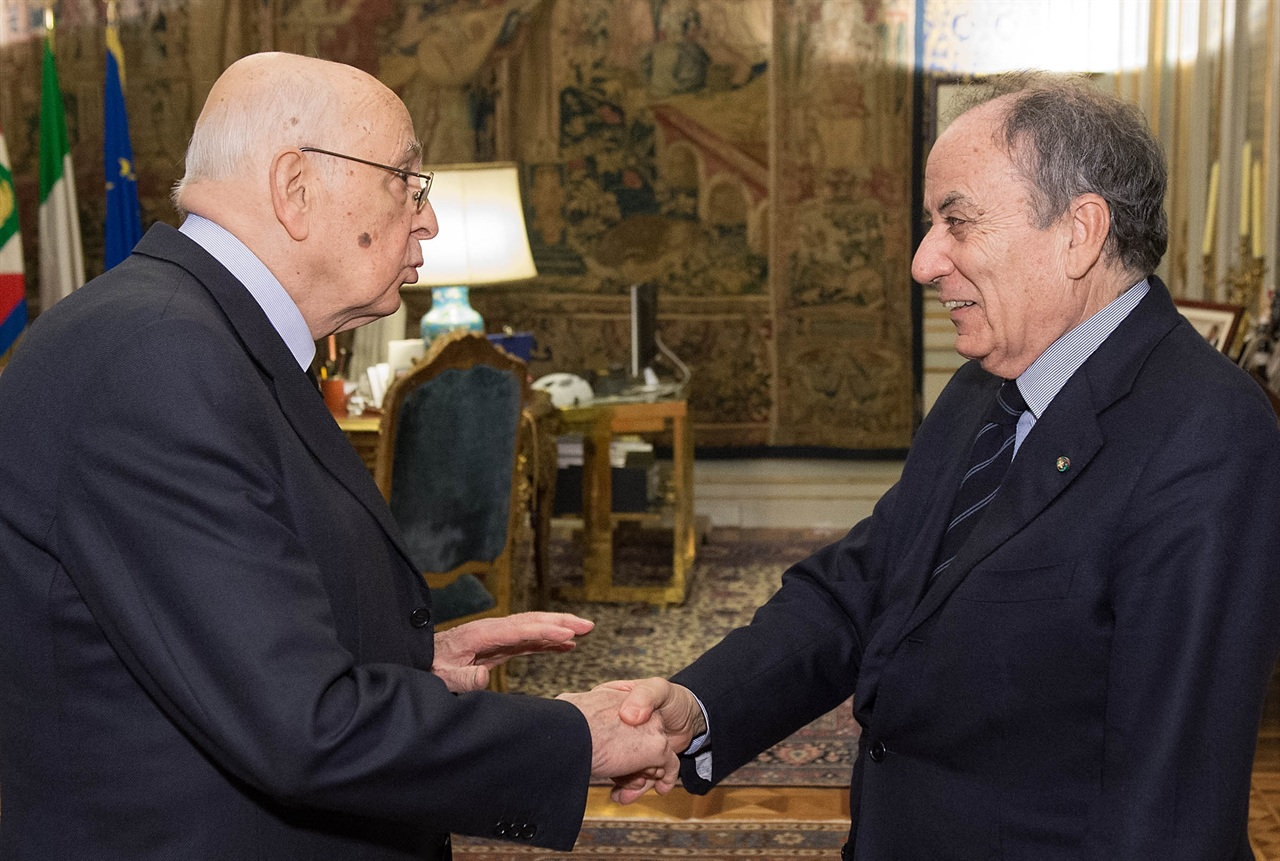
Franco Gallo (rechts) bei seinem Antrittsbesuch als Verfassungsgerichtspräsident beim italienischen Staatspräsidenten Giorgio Napolitano

Franco Gallo (* 23. April 1937 in Rom) ist ein italienischer Jurist und war vom 29. Januar bis zum 16. September 2013 Präsident des italienischen Verfassungsgerichtes.
In der Regierung Carlo Azeglio Ciampis war Gallo als Parteiloser vom Mai 1993 bis Mai 1994 Finanzminister.
Vom 16. September 2004 bis zum 16. September 2013 war er Richter am italienischen Verfassungsgericht und war unter Alfonso Quaranta Vizepräsident.
Gallo ist korrespondierendes Mitglied der Accademia dei Lincei.